# Ri, Orne

Ri este o comună în departamentul Orne, Franța. În 1 ianuarie 2022 avea o populație de 157 de locuitori.